# Кут (Харьковская область)
Кут (укр. Кут) — село,
Одрынский сельский совет,
Нововодолажский район,
Харьковская область.
Код КОАТУУ — 6324282502. Население по переписи 2001 года составляет 50 (18/32 м/ж) человек.

## Географическое положение
Село Кут находится недалеко от истоков реки Чернечья,
ниже по течению на расстоянии в 2 км расположено село Одрынка.
В селе есть небольшой пруд.
К селу примыкает лесной массив (дуб).

## История
- после 1650 — дата основания.
- В 1940 году, перед ВОВ, на хуторе Кут было 49 дворов и пруд; на хуторе, располагавшемся юго-западнее, — Засядько, были 5 дворов.[3]
- При СССР здесь работал одрынский колхоз «Путь Ленина», в котором были номерные бригады, кутовская бригада в селе Кут.[4]